# L'Aquila
Denna artikel handlar om staden. För provinsen, se L'Aquila (provins).
L'Aquila är huvudstad i provinsen L’Aquila i den italienska regionen Abruzzo. Kommunen hade 69 478 invånare (2018) och gränsar till kommunerna Antrodoco, Barete, Barisciano, Borgorose, Cagnano Amiterno, Campotosto, Capitignano, Crognaleto, Fano Adriano, Fossa, Isola del Gran Sasso d'Italia, Lucoli, Magliano de' Marsi, Ocre, Pietracamela, Pizzoli, Rocca di Cambio, Rocca di Mezzo, Santo Stefano di Sessanio, Scoppito och Tornimparte.
Staden härstammar från 1200-talet då kejsar Fredrik II lät förena ett antal redan befintliga byar. Staden, som också är biskopssäte, förstördes nästan helt av en jordbävning 1703.

## Jordbävning 2009
Den 6 april 2009 klockan 3.32 drabbades kommundelen Paganica (42°20′2.4″N 13°20′2.4″Ö / 42.334000°N 13.334000°Ö) av en jordbävning som mätte 5,8 på richterskalan.

## Kända personer
- Sallustius (86–34 f.Kr.), romersk historiker
- Corrado Bafile (1903–2005), italiensk kardinal